# Список адмиралов ВМФ СССР и России

Список российских и советских адмиралов:
в список включены только адмиралы России, СССР и Российской Федерации, которым было присвоено звание «полного» адмирала (вице- и контр-адмиралы не включены).

## Список российских адмиралов
В список включены адмиралы Русского царства, Российской империи, Российской республики (Мязговский), Белого движения (Колчак). Перед именем указан год присвоения чина, после имени — годы жизни.
1. 1695 — Лефорт, Франц Яковлевич (1655—1699)
2. 1699 — Головин, Федор Алексеевич (1650—1706)
3. 1707 — Апраксин, Федор Матвеевич (1661—1728)[1]
4. 1721 — Крюйс, Корнелиус (1657—1727)
5. 1721 — царь Пётр Алексеевич (1672—1725)
6. 1727 — Гордон, Томас (?—1741)
7. 1727 — Змаевич, Матвей Христофорович (1680—1735)
8. 1727 — Сиверс, Петр Иванович (?—1740)
9. 1727 (лишен чина 1727) — Меншиков, Александр Данилович (1673—1729)
10. 1732 — Головин, Иван Михайлович (1680—1737)
11. 1733 — Головин, Николай Федорович (1695—1745)
12. 1746 — Голицын, Михаил Михайлович (1684—1764)[2]
13. 1757 — Головин, Александр Иванович (?—1766)
14. 1757 — Мишуков, Захарий Данилович (1685—1762)
15. 1757 — Мятлев, Василий Алексеевич (1694—1761)
16. 1757 — Талызин, Иван Лукьянович (1700—1777)
17. 1762 — Голицын, Борис Васильевич (1705—1768)
18. 1762 — Люис, Вилим Фомич (?—1769)
19. 1764 — Ларионов, Василий Иванович (?)
20. 1764 — Мещерский, Степан Михайлович (?—1775)
21. 1764 — Мордвинов, Семён Иванович (1701—1777)
22. 1764 — Полянский, Андрей Иванович (?—1764)
23. 1769 — Нагаев, Алексей Иванович (1704—1781)
24. 1769 — Спиридов, Григорий Андреевич (1713—1790)
25. 1770 — Ноульс, Чарльз (1697—1777)
26. 1775 — Сенявин, Алексей Наумович (1722—1797)
27. 1782 — Голенищев-Кутузов, Иван Логгинович (1729—1802)
28. 1782 — Грейг, Самуил Карлович (1735—1788)
29. 1782 — Чичагов, Василий Яковлевич (1762—1809)
30. 1790 — Барш, Иван Яковлевич (1728—1806)
31. 1790 — Круз, Александр Иванович (1731—1799)
32. 1790 — Нассау-Зиген Карл Генрих Николай Оттон (1745—1805)
33. 1790 — Пущин, Петр Иванович (1723—1812)
34. 1797 — Дезин, Виллим Петрович (1738—1826)
35. 1797 — Мордвинов, Николай Семёнович (1754—1845)
36. 1797 — Мусин-Пушкин, Алексей Васильевич (1732—1803)
37. 1798 — Кушелев, Григорий Григорьевич (1754—1833)
38. 1799 — Баскаков, Иван Авраамович (?—1802)
39. 1799 — Дезин, Мартын Петрович (1737—1821)
40. 1799 — Дерибас, Осип Михайлович (1751—1800)
41. 1799 — Спиридов, Алексей Григорьевич (1753—1828)
42. 1799 — Ушаков, Федор Федорович (1745—1817)
43. 1799 — Ханыков, Петр Иванович (1743—1813)
44. 1800 — Лежнев, Прохор Иванович (?—1802)
45. 1800 — Лупандин, Ефим Максимович (?)
46. 1801 — Балле, Иван Петрович (1741—1811)
47. 1801 — Войнович, Марк Иванович (1750—1806)
48. 1801 — Макаров, Михаил Кондратьевич (1748—1813)
49. 1801 — Макензи (?—1813)
50. 1801 — Траверсе, Иван Иванович (1754—1831)
51. 1802 — Тет, Егор Егорович (1745—1821)
52. 1807 — Чичагов, Павел Васильевич (1767—1849)
53. 1819 — Карцов, Петр Кондратьевич (1746—1830)
54. 1824 — Кроун, Роман Васильевич (1753—1841)
55. 1824 — Шишков, Александр Семёнович (1754—1841)
56. 1826 — Сенявин, Дмитрий Николаевич (1763—1831)
57. 1828 — Грейг, Алексей Самуилович (1775—1845)
58. 1829 — Моллер, Антон Васильевич (1764—1848)
59. 1829 — Сарычев, Гавриил Андреевич (1763—1831)
60. 1830 — Галль, Роман Романович (1761—1844)
61. 1831 — Пустошкин, Семён Афанасьевич (1759—1846)
62. 1832 — Рожнов, Петр Михайлович (1766—1839)
63. 1833 — Гейден, Логгин Петрович (1772—1850)
64. 1833 — Меншиков, Александр Сергеевич (1787—1869)
65. 1841 — Крузенштерн, Иван Федорович (1770—1846)
66. 1841 — Мачаков, Григорий Яковлевич (1762—1843)
67. 1841 — Огильви, Александр Александрович (1765—1847)
68. 1843 — Беллинсгаузен, Фаддей Фаддеевич (1778—1852)
69. 1843 — Колзаков, Павел Андреевич (1779—1864)
70. 1843 — Лазарев, Михаил Петрович (1788—1851)
71. 1843 — Рикорд, Петр Иванович (1776—1855)
72. 1847 — Сульменев, Иван Савич (1771—1851)
73. 1852 — Авинов, Александр Павлович (1786—1854)
74. 1852 — Берг, Мориц Борисович (1776—1860)
75. 1852 — Качалов, Петр Федорович (1780—1855)
76. 1852 — Платер, Григорий Иванович (1782—1861)
77. 1854 — Богданович, Лука Федорович (1779—1865)
78. 1854 — Мелихов, Василий Иванович (1794—1863)
79. 1855 — великий князь Константин Николаевич (1827—1892)[3]
80. 1855 — Кумани, Михаил Николаевич (1770—1865)
81. 1855 — Литке, Федор Петрович (1797—1882)
82. 1855 — Нахимов, Павел Степанович (1802—1855)
83. 1855 — Хрущов, Степан Петрович (1791—1865)
84. 1856 — Врангель, Фердинанд Петрович (1796—1870)
85. 1856 — Епанчин, Иван Петрович (1788—1875)
86. 1856 — Епанчин, Николай Петрович (1787—1872)
87. 1856 — Казин, Николай Глебович (1787—1864)
88. 1856 — Серебряков, Лазарь Маркович (1798—1862)
89. 1856 — Станюкович, Михаил Николаевич (?—1869)
90. 1856 — Чистяков, Петр Егорович (?—1862)
91. 1858 — Метлин, Николай Федорович (1804—1884)
92. 1858 — Путятин, Евфимий Васильевич (1804—1883)
93. 1859 — Замыцкий, Дмитрий Петрович (?—1879)
94. 1860 — Колтовский, Егор Иванович (1792—1870)
95. 1860 — Лермонтов, Михаил Николаевич (1792—1866)
96. 1861 — Балк, Захар Захарович (1796—1870)
97. 1861 — Гейден, Логгин Логгинович (1806—1901)
98. 1861 — Иванов, Василий Игнатьевич (1787—1872)
99. 1861 — Никонов, Николай Борисович (1797—1888)
100. 1861 — Синицын, Петр Акимович (?—1877)
101. 1863 — Можайский, Федор Тимофеевич (?)
102. 1863 — Новосильский, Федор Михайлович (1808—1892)
103. 1865 — Рогуль, Григорий Иванович (1796—1871)
104. 1866 — Анжу, Петр Федорович (1797—1869)
105. 1866 — Врангель, Бернгард Васильевич (1797—1872)
106. 1866 — Панфилов, Александр Иванович (1808—1874)
107. 1866 — Шанц, Иван Иванович (1802—1879)
108. 1867 — Лутковский, Петр Степанович (1802—1882)
109. 1867 — Матюшкин, Федор Федорович (1799—1872)
110. 1867 — Щулепников, Александр Васильевич (1796—1882)
111. 1869 — Глазенап, Богдан Александрович (1811—1892)
112. 1869 — Краббе, Николай Карлович (1814—1876)
113. 1870 — Истомин, Константин Иванович (1807—1876)
114. 1871 — Юхарин, Павел Матвеевич (?—1876)
115. 1872 — Лавров, Михаил Андреянович (1799—1882)
116. 1874 — Беренс Евгений Андреевич (1809—1878)
117. 1874 — Завойко, Василий Степанович (1809—1898)
118. 1874 — Кислинский, Петр Иванович (1806—1880)
119. 1874 — Невельской, Геннадий Иванович (1813—1876)
120. 1875 — Шихманов, Яков Ананьевич (1796—1877)
121. 1876 — Манганари, Михаил Павлович (1804—1887)
122. 1876 — Нордман, Борис Давыдович (1908—1877)
123. 1877 — Воеводский, Степан Васильевич (1805—1884)
124. 1877 — Зеленой, Семён Ильич (1812—1892)
125. 1878 — Аркас, Николай Андреевич (1816—1881)
126. 1878 — Бутаков, Григорий Иванович (1820—1882)
127. 1878 — Казакевич, Петр Васильевич (1816—1887)
128. 1878 — Кузнецов, Дмитрий Иванович (1805—1889)
129. 1878 — Спицын, Александр Петрович (1810—1888)
130. 1879 — Воеводский, Аркадий Васильевич (1813—1879)
131. 1879 — Унковский, Иван Семёнович (1822—1886)
132. 1880 — Зеленой, Александр Ильич (1809—1892)
133. 1880 — Мофет, Самуил Иванович (?—1882)
134. 1881 — Дюгамель, Михаил Осипович (1812—1896)
135. 1881 — Лесовский, Степан Степанович (1817—1884)
136. 1882 — Посьет, Константин Николаевич (1819—1899)
137. 1885 — Воеводский, Платон Васильевич (1818—1885)
138. 1885 — Давыдов, Александр Александрович (1810—1885)
139. 1888 — великий князь Алексей Александрович (1850—1908)[4]
140. 1888 — Шестаков, Иван Алексеевич (1820—1888)
141. 1890 — Керн, Федор Сергеевич (1817—1890)
142. 1891 — Никонов, Андрей Иванович (1811—1891)
143. 1891 — Перелешин, Павел Александрович (1821—1901)
144. 1891 — Попов Андрей Александрович (1821—1898)
145. 1892 — Лисянский, Платон Юрьевич (?—1900)
146. 1892 — Чихачев, Николай Матвеевич (1830—1917)
147. 1893 — Стеценко, Василий Александрович (1822—1901)
148. 1893 — Шварц, Сергей Павлович (1826—1905)
149. 1894 — Панафидин, Иван Павлович (1817—1906)
150. 1896 — Кремер, Оскар Карлович (1829—1904)
151. 1896 — Пилкин, Константин Павлович (1824—1913)
152. 1897 (лишен чина 1914) — король Прусский и император Германский Вильгельм II (1859—1941)
153. 1898 — Шмидт Владимир Петрович (1827—1909)
154. 1899 — Козьмин, Семён Лукьянович (?—1899)
155. 1900 — Арсеньев, Дмитрий Сергеевич (1832—1915)
156. 1900 — Казнаков, Николай Иванович (1834—1906)
157. 1901 — Назимов, Павел Николаевич (1829—1902)
158. 1901 — Тыртов, Павел Петрович (1836—1903)
159. 1903 — Алексеев, Евгений Иванович (1843—1917)
160. 1904 — Верховский, Владимир Павлович (1838—1917)
161. 1905 — Авелан, Фёдор Карлович (1839—1916)
162. 1905 — Диков, Иван Михайлович (1833—1914)
163. 1906 — Дубасов, Федор Васильевич (1845—1912)
164. 1906 — Куприянов, Яков Иванович (1836—1906)
165. 1907 — Андреев, Павел Петрович (1843—1911)
166. 1907 — Бирилев, Алексей Алексеевич (1844—1915)
167. 1908 — Зеленой, Николай Александрович (1844—?)
168. 1909 — Веселаго, Михаил Герасимович (1843—1929)
169. 1909 — Гильдебрандт, Яков Аполлонович (1842—1915)
170. 1909 — Епанчин, Алексей Павлович (1823—1913)
171. 1911 — Григорович, Иван Константинович (1853—1930)
172. 1912 — Нилов, Константин Дмитриевич (1856—1919)
173. 1913 — Воеводский, Степан Аркадьевич (1859—1937)
174. 1913 — Зацаренный, Василий Максимович (1852—1917)
175. 1913 — Ирецкий, Александр Александрович (1848—?)
176. 1913 — Рейценштейн, Николай Карлович (1854—1916)
177. 1913 — Эбергард, Андрей Августович (1856—1919)
178. 1913 — Эссен, Николай Оттович (1860—1915)
179. 1915 — великий князь Александр Михайлович (1866—1933)
180. 1915 — Вирен, Роберт Николаевич (1856—1917)
181. 1915 — Канин, Василий Александрович (1852—1927)
182. 1915 — Сарнавский, Владимир Симонович (1855—1916)
183. 1915 — Яковлев, Николай Матвеевич (1856—1919)
184. 1916 — Литвинов, Владимир Иванович (1857—1919)
185. 1916 — Маньковский, Николай Степанович (1859—1918)
186. 1916 — Муравьев, Петр Петрович (1860—1940)
187. 1916 — Русин, Александр Иванович (1861—1956)
188. 1917 — Мязговский, Александр Иванович (1857—1919)[5]
189. 1918 — Колчак, Александр Васильевич (1874—1920)

## Список советских адмиралов
В скобках после имени указано время присвоения воинского звания адмирал. В список включены адмиралы, которым впоследствии были присвоены более высокие звания адмирал флота и Адмирал флота Советского Союза. Некоторые адмиралы (В. Г. Егоров, В. П. Иванов, И. В. Касатонов, В. Е. Селиванов, Г. А. Хватов) после распада СССР продолжили военную службу в ВМФ Российской Федерации.
1. Абанькин Павел Сергеевич (1951)
2. Алафузов Владимир Антонович (1944)
3. Алексеев Владимир Николаевич (1970)
4. Амелько Николай Николаевич (1964)
5. Андреев Владимир Александрович (1951)
6. Байков Иван Иванович (1955)
7. Басистый Николай Ефремович (1949)
8. Бекренев Леонид Константинович (1967)
9. Бондаренко Григорий Алексеевич (1972)
10. Виноградов Николай Игнатьевич (1954)
11. Владимирский Лев Анатольевич (1954)
12. Галлер Лев Михайлович (1940)
13. Головко Арсений Григорьевич (1944)
14. Горшков Сергей Георгиевич (1953[8])
15. Гришанов Василий Максимович (1964)
16. Гришин Юрий Павлович (1985)
17. Громов Феликс Николаевич (1988[9])
18. Егоров Владимир Григорьевич (1991)
19. Егоров Георгий Михайлович (1971[10])
20. Зайцев Виталий Васильевич (1990)
21. Захаров Михаил Николаевич (1967)
22. Захаров Семен Егорович (1951 (понижен в звании 1956[11]), 1966)
23. Зозуля Фёдор Владимирович (1955)
24. Иванов Виталий Павлович (1987)
25. Исаков Иван Степанович (1940[12])
26. Калинин Алексей Михайлович (1983)
27. Капитанец Иван Матвеевич (1982[13])
28. Касатонов Владимир Афанасьевич (1955[14])
29. Касатонов Игорь Владимирович (1991)
30. Коробов Вадим Константинович (1987)
31. Котов Павел Григорьевич (1984[15])
32. Кузнецов Николай Герасимович (1940[16])
33. Кузьмин Лорий Трофимович (30.06.1990)
34. Кучеров Степан Григорьевич (1945)
35. Левченко Гордей Иванович (1944)
36. Леоненков Владимир Матвеевич (1976)
37. Лобов Семен Михайлович (1965[17])
38. Макаров Константин Валентинович (1985[18])
39. Маслов Владимир Петрович (1975)
40. Махонин Игорь Георгиевич (1991)
41. Медведев Павел Николаевич (1982)
42. Мизин Леонид Васильевич (1975)
43. Михайлин Владимир Васильевич (1969)
44. Михайловский Аркадий Петрович (1980)
45. Навойцев Пётр Николаевич (1978)
46. Новиков Василий Григорьевич (1984[19])
47. Новосёлов Фёдор Иванович (1989)
48. Октябрьский Филипп Сергеевич (1944)
49. Олейник Григорий Григорьевич (1970)
50. Орёл Александр Евстафьевич (1964)
51. Панин Василий Иванович (1989)
52. Пантелеев Юрий Александрович (1953)
53. Платонов Василий Иванович (1951)
54. Поникаровский Валентин Николаевич (1981)
55. Почупайло Яков Гурьевич (1970)
56. Рассохо Анатолий Иванович (1972)
57. Самойлов Владимир Александрович (1982)
58. Сергеев Николай Дмитриевич (1965[17])
59. Сидоров Владимир Васильевич (1979)
60. Сизов Фёдор Яковлевич (1971)
61. Смирнов Николай Иванович (1970[10])
62. Сорокин Алексей Иванович (1979[13])
63. Спиридонов Эмиль Николаевич (1979)
64. Сысоев Виктор Сергеевич (1970)
65. Сысоев Юрий Александрович (1985)
66. Трибуц Владимир Филиппович (1943)
67. Турунов Свет Саввич (1984)
68. Фокин Виталий Алексеевич (1953)
69. Харламов Николай Михайлович (1949)
70. Хватов Геннадий Александрович (1987)
71. Ховрин Николай Иванович (1976)
72. Хронопуло Михаил Николаевич (1986)
73. Чабаненко Андрей Трофимович (1953)
74. Чернавин Владимир Николаевич (1978[20])
75. Чурсин Серафим Евгеньевич (1964)
76. Шибаев Николай Иванович (1966)
77. Юмашев Иван Степанович (1943)
78. Ямковой Борис Ефремович (1976)

## Список советских инженер-адмиралов и адмирал-инженеров
В скобках после имени указано время присвоения воинского звания инженер-адмирал или адмирал-инженер (после 1971 г.).
1. Берг Аксель Иванович (1955[21])
2. Исаченков Николай Васильевич (1954)
3. Котов Павел Григорьевич (1967[22])
4. Новиков Василий Григорьевич (1976[23])

## Список адмиралов Российской Федерации
В скобках после имени указано время присвоения воинского звания адмирал. В список включены вице-адмиралы, которым впоследствии было присвоено более высокое звание адмирал. Впоследствии некоторые адмиралы (Ф. Н. Громов, В. И. Куроедов и В. В. Масорин) получили высшее корабельное звание Адмирал флота.
1. Абрамов Михаил Леопольдович (2005)
2. Авакянц Сергей Иосифович (2014)
3. Алексеев Юрий Станиславович (2013) ФСБ
4. Балтин Эдуард Дмитриевич (1993)
5. Валуев Владимир Прокофьевич (2001)
6. Васильев Иван Фёдорович (1995)
7. Витко Александр Викторович (2014[24])
8. Воробьёв Владимир Михайлович (2024)[25]
9. Высоцкий Владимир Сергеевич (2006)
10. Гладких Виктор Николаевич (не позднее 2010) ФСБ России
11. Горбунов Александр Васильевич (1994)
12. Гришанов Валерий Васильевич (1994)
13. Гришанов Владимир Васильевич (1996)
14. Гуринов Георгий Николаевич (1993)
15. Евменов Николай Анатольевич (2017[26])
16. Ерёмин Василий Петрович (1994)
17. Ерофеев Олег Александрович (1992)
18. Захаренко Михаил Георгиевич (1998)
19. Касатонов Владимир Львович (2023)
20. Комарицын Анатолий Александрович (1997)
21. Комоедов Владимир Петрович (1998)
22. Королёв Владимир Иванович (2013)
23. Костюков Игорь Олегович (2019)
24. Кравченко Виктор Андреевич (1996)
25. Куроедов Владимир Иванович (1996[27])
26. Лиина Виктор Николаевич (2022)
27. Литвинов Иван Никитович (1994)
28. Максимов Николай Михайлович (2010[28])
29. Масорин Владимир Васильевич (2003[29])
30. Медведев Геннадий Николаевич (2018) ПС ФСБ России
31. Моисеев Александр Алексеевич (2020)
32. Налётов Иннокентий Иннокентьевич (1996) ПС ФСБ России
33. Носатов Александр Михайлович (2018)[30]
34. Осипов Игорь Владимирович (2021)[31]
35. Пинчук, Сергей Михайлович| (2025)[32]
36. Попов Вячеслав Алексеевич (1999)
37. Селиванов Валентин Егорович (1992)
38. Сиденко Константин Семёнович (2010)
39. Соколов Виктор Николаевич (2023)
40. Сучков Геннадий Александрович (2002)
41. Сысуев Юрий Николаевич (2004)
42. Татаринов Александр Аркадьевич (2005)
43. Ткачёв Василий Семёнович (не позднее 2000)
44. Угрюмов Герман Алексеевич (2001) ФСБ России
45. Фёдоров Виктор Дмитриевич (2002)
46. Хмельнов Игорь Николаевич (1994)
47. Чирков Виктор Викторович (2012[33])